# Егејац
Егејац (лат. Polygonia egea) врста је лептира из породице шаренаца (лат. Nymphalidae).

## Опис
Већ у лету се по наранџастијим крилима разликује од белог оцила. Црне тачке на крилу су ситније и малобројније, а бела шара на доњој страни крила има облик слова Л. У Србији се среће врло ретко, обично у клисурама и долинама у којима се осећа субмедитерански утицај. Насељава топле пределе јужне Европе. Има мање црне боје од белог оцила нарочито на задњем крилу.

## Биљка хранитељка
Биљка хранитељка ове врсте је вијошница (Parietaria officinalis).